# Pavillon Trimont
Le pavillon Trimont est une maison située à Aix-en-Provence. 

## Histoire
Le pavillon et son jardin font l'objet d'une inscription au titre des monuments historiques par arrêté du 30 novembre 1953.